# Gehau (Waldkappel)
Gehau ist ein Stadtteil von Waldkappel im nordhessischen Werra-Meißner-Kreis.

## Geographische Lage
Gehau befindet sich etwa 7 km südwestlich von Waldkappel am Schemmerbach. Etwa 3,5 km ostnordöstlich liegt das Ziegenküppel mit einem Aussichtsturm, nach Süden steigt das Gelände zur Stölzinger Kuppe und nach Westen zum Stolzhäuser Rücken an. Südlich vom Dorf treffen sich die Landesstraßen 3226 (Dankerode–Stölzingen–Gehau–Schemmern) und 3249 (Herlefeld–Stölzingen–Eltmannsee), die dort einen kurzen gemeinsamen Abschnitt haben.

## Geschichte

### Ortsgeschichte
Der Zeitpunkt der Erstbesiedlung ist ungewiss. Bekannt ist aber, dass das Dorf 1376 unter dem Namen Gehauw zum Gericht Schemmern gehörte. 1540 wurde die damalige Wüstung neu besiedelt. Der Ort gehört kirchlich zur Pfarre Schemmern. 1747 hatte Gehau 70 Einwohner, 1939 waren es 124 und im 21. Jahrhundert sind es 115 Einwohner.
Hessische Gebietsreform (1970–1977)
Im Zuge der Gebietsreform in Hessen wurde die bis dahin selbständige Gemeinde Gehau zum 31. Dezember 1971 auf freiwilliger Basis in die Stadt Waldkappel eingemeindet. Für Gehau, sowie für alle ehemals eigenständigen Gemeinden von Waldkappel und die Kerngemeinde wurde ein Ortsbezirk mit Ortsbeirat und Ortsvorsteher nach der Hessischen Gemeindeordnung gebildet.

### Verwaltungsgeschichte im Überblick
Die folgende Liste zeigt die Staaten und Verwaltungseinheiten, denen Gehau angehört(e):
- vor 1567: Heiliges Römisches Reich, Landgrafschaft Hessen, Amt Spangenberg
- ab 1654: Heiliges Römisches Reich, Landgrafschaft Hessen-Kassel, Amt SpangenbergGehau
- ab 1806: Landgrafschaft Hessen-Kassel, Amt Spangenberg
- 1807–1813: Königreich Westphalen, Departement der Werra, Distrikt Eschwege, Kanton Bischhausen
- ab 1815: Kurfürstentum Hessen, Amt Spangenberg[6]
- ab 1821/2: Kurfürstentum Hessen, Provinz Niederhessen, Kreis Eschwege[7][Anm. 2]
- ab 1848: Kurfürstentum Hessen, Bezirk Eschwege
- ab 1851: Kurfürstentum Hessen, Provinz Niederhessen, Kreis Eschwege
- ab 1867: Norddeutscher Bund[Anm. 3], Königreich Preußen, Provinz Hessen-Nassau, Regierungsbezirk Kassel, Kreis Eschwege
- ab 1871: Deutsches Reich, Königreich Preußen, Provinz Hessen-Nassau, Regierungsbezirk Kassel, Kreis Eschwege
- ab 1918: Deutsches Reich, Freistaat Preußen, Provinz Hessen-Nassau, Regierungsbezirk Kassel, Kreis Eschwege
- ab 1944: Deutsches Reich, Freistaat Preußen, Provinz Kurhessen, Landkreis Eschwege
- ab 1945: Amerikanische Besatzungszone, Groß-Hessen, Regierungsbezirk Kassel, Landkreis Eschwege
- ab 1946: Amerikanische Besatzungszone, Land Hessen, Regierungsbezirk Kassel, Landkreis Eschwege
- ab 1949: Bundesrepublik Deutschland, Land Hessen, Regierungsbezirk Kassel, Landkreis Eschwege
- ab 1972: Bundesrepublik Deutschland, Land Hessen, Regierungsbezirk Kassel, Landkreis Eschwege, Stadt Waldkappel[Anm. 4]
- ab 1974: Bundesrepublik Deutschland, Land Hessen, Regierungsbezirk Kassel, Werra-Meißner-Kreis, Stadt Waldkappel

## Bevölkerung

### Einwohnerstruktur 2011
Nach den Erhebungen des Zensus 2011 lebten am Stichtag dem 9. Mai 2011 in Gehau 96 Einwohner. Darunter waren keine Ausländer.
Nach dem Lebensalter waren 18 Einwohner unter 18 Jahren, 42 zwischen 18 und 49, 21 zwischen 50 und 64 und 24 Einwohner waren älter. Die Einwohner lebten in 36 Haushalten. Davon waren 12 Singlehaushalte, 9 Paare ohne Kinder und 12 Paare mit Kindern, sowie 6 Alleinerziehende und keine Wohngemeinschaften. In 6 Haushalten lebten ausschließlich Senioren und in 21 Haushaltungen lebten keine Senioren.

### Einwohnerentwicklung
| Quelle: Historisches Ortslexikon |                                    |
| • 1513:                          | wüst                               |
| • 1540:                          | mit 5 Höfen neu besiedelt          |
| • 1565:                          | 7 Häuser                           |
| • 1747:                          | 14 Haushaltungen mit 70 Einwohnern |

| Gehau: Einwohnerzahlen von 1834 bis 2015 | Gehau: Einwohnerzahlen von 1834 bis 2015 | Gehau: Einwohnerzahlen von 1834 bis 2015 | Gehau: Einwohnerzahlen von 1834 bis 2015 | Gehau: Einwohnerzahlen von 1834 bis 2015 |
| --- | ---------------------------------------- | ---------------------------------------- | ---------------------------------------- | ---------------------------------------- |
| Jahr |                                          |                                          |                                          | Einwohner                                |
| 1834 | 1834                                     |                                          | 139                                      | 139                                      |
| 1840 | 1840                                     |                                          | 141                                      | 141                                      |
| 1846 | 1846                                     |                                          | 153                                      | 153                                      |
| 1852 | 1852                                     |                                          | 167                                      | 167                                      |
| 1858 | 1858                                     |                                          | 152                                      | 152                                      |
| 1864 | 1864                                     |                                          | 147                                      | 147                                      |
| 1871 | 1871                                     |                                          | 118                                      | 118                                      |
| 1875 | 1875                                     |                                          | 130                                      | 130                                      |
| 1885 | 1885                                     |                                          | 134                                      | 134                                      |
| 1895 | 1895                                     |                                          | 122                                      | 122                                      |
| 1905 | 1905                                     |                                          | 112                                      | 112                                      |
| 1910 | 1910                                     |                                          | 124                                      | 124                                      |
| 1925 | 1925                                     |                                          | 130                                      | 130                                      |
| 1939 | 1939                                     |                                          | 124                                      | 124                                      |
| 1946 | 1946                                     |                                          | 249                                      | 249                                      |
| 1950 | 1950                                     |                                          | 223                                      | 223                                      |
| 1956 | 1956                                     |                                          | 158                                      | 158                                      |
| 1961 | 1961                                     |                                          | 127                                      | 127                                      |
| 1967 | 1967                                     |                                          | 123                                      | 123                                      |
| 1970 | 1970                                     |                                          | 117                                      | 117                                      |
| 1980 | 1980                                     |                                          | ?                                        | ?                                        |
| 1987 | 1987                                     |                                          | 111                                      | 111                                      |
| 2000 | 2000                                     |                                          | ?                                        | ?                                        |
| 2011 | 2011                                     |                                          | 96                                       | 96                                       |
| 2015 | 2015                                     |                                          | 65                                       | 65                                       |
| Datenquelle: Historisches Gemeindeverzeichnis für Hessen: Die Bevölkerung der Gemeinden 1834 bis 1967. Wiesbaden: Hessisches Statistisches Landesamt, 1968. Weitere Quellen: LAGIS; Stadt Waldkappel; Zensus 2011 |                                          |                                          |                                          |                                          |

### Historische Religionszugehörigkeit
| • 1885: | 134 evangelische (= 100 %) Einwohner                              |
| • 1961: | 113 evangelische (= 88,98 %), 11 katholische (= 8,66 %) Einwohner |